# Pagoeta
Pagoeta este o arie protejată (arie specială de conservare — SAC, sit de importanță comunitară — SCI) din Spania întinsă pe o suprafață de 1.365,19 ha, integral pe uscat.

## Localizare
Centrul sitului Pagoeta este situat la coordonatele 43°14′04″N 2°10′33″W / 43.2345°N 2.1758°V.

## Înființare
Situl Pagoeta a fost declarat sit de importanță comunitară în decembrie 1997 pentru a proteja 2 specii de plante și 37 de specii de animale. Situl a fost protejat și ca arie specială de conservare în octombrie 2012.

## Biodiversitate
Situată în ecoregiunea atlantică, aria protejată conține 12 habitate naturale: Pajiști uscate seminaturale și facies de acoperire cu tufișuri pe substraturi calcaroase (Festuco-Brometalia) (* situri importante pentru orhidee), Pajiști uscate seminaturale și facies de acoperire cu tufișuri pe substraturi calcaroase (Festuco-Brometalia) (* situri importante pentru orhidee), Peșteri inaccesibile publicului, Păduri aluvionare cu Alnus glutinosa și Fraxinus excelsior (Alno-Padion, Alnion incanae, Salicion albae), Păduri de Quercus ilex și Quercus rotundifolia, Fânețe de joasă altitudine (Alopecurus pratensis, Sanguisorba officinalis), Păduri pe pante, grohotișuri și ravene de Tilio-Acerion, Pajiști uscate europene, Formațiuni ierboase bogate în specii de Nardus, dezvoltate pe substraturi silicioase în zone montane (și în zone submontane, în Europa continentală), Păduri de fag acidofile atlantice, cu subarboret de Ilex și, uneori, de asemenea, Taxus, la nivelul arbuștilor (Quercion robori-petraeae sau Ilici-Fagenion), Lande oro-mediteraneene cu formațiuni endemice de grozamă, Izvoare petrifiante cu formare de travertin (Cratoneurion).
La baza desemnării sitului se află mai multe specii protejate:
- plante (2): Narcissus pseudonarcissus subsp. nobilis, Woodwardia radicans
- păsări (23): fâsă de pădure (Anthus trivialis), lăstunul mare (Apus apus), caprimulg (Caprimulgus europaeus), mierla de apă (Cinclus cinclus), cuc (Cuculus canorus), lăstun de casă (Delichon urbicum), șoimul rândunelelor (Falco subbuteo), muscar negru (Ficedula hypoleuca), Hippolais polyglotta, rândunică (Hirundo rustica), capîntortură (Jynx torquilla), sfrâncioc roșiatic (Lanius collurio), gaia neagră (Milvus migrans), gaia roșie (Milvus milvus), muscar sur (Muscicapa striata), vultur egiptean (Neophron percnopterus), viespar (Pernis apivorus), codroșul de pădure (Phoenicurus phoenicurus), pitulice-fluierătoare (Phylloscopus trochilus), scatiu (Spinus spinus), silvie de zăvoi (Sylvia borin), silvie de tufiș (Sylvia undata), sturzul viilor (Turdus iliacus)
- mamifere (8): liliac cârn (Barbastella barbastellus), liliac cu aripi lungi (Miniopterus schreibersii), liliac cu urechi mari (Myotis bechsteinii), liliac cărămiziu (Myotis emarginatus), liliac comun (Myotis myotis), liliacul mediteranean cu potcoavă (Rhinolophus euryale), liliacul mare cu potcoavă (Rhinolophus ferrumequinum), liliacul mic cu potcoavă (Rhinolophus hipposideros)
- nevertebrate (5): croitorul mare al stejarului (Cerambyx cerdo), Elona quimperiana, fluturele auriu (Euphydryas aurinia), rădașcă (Lucanus cervus), Rosalia alpina
- pești (1): Parachondrostoma miegii

Pe lângă speciile protejate, pe teritoriul sitului au mai fost identificate 2 specii de plante, 1 specie de păsări, 8 specii de mamifere.